# Валерсхајм (Ајфел)
Валерсхајм (њем. Wallersheim) општина је у њемачкој савезној држави Рајна-Палатинат. Једно је од 235 општинских средишта округа Ајфелкрајс Битбург-Прим. Према процјени из 2010. у општини је живјело 749 становника. Посједује регионалну шифру (AGS) 7232318.

## Географски и демографски подаци
Валерсхајм се налази у савезној држави Рајна-Палатинат у округу Ајфелкрајс Битбург-Прим. Општина се налази на надморској висини од 520 метара. Површина општине износи 14,5 km². У самом мјесту је, према процјени из 2010. године, живјело 749 становника. Просјечна густина становништва износи 52 становника/km².